# Kamil Wojtkowski
Kamil Wojtkowski (Sokołów Podlaski, 26 febbraio 1998) è un calciatore polacco, centrocampista del Stal Stalowa Wola.

## Statistiche

### Presenze e reti nei club
Statistiche aggiornate al 25 maggio 2018.
| Stagione        | Squadra         | Campionato      | Campionato | Campionato | Coppe nazionali | Coppe nazionali | Coppe nazionali | Coppe continentali | Coppe continentali | Coppe continentali | Altre coppe | Altre coppe | Altre coppe | Totale | Totale |
| Stagione        | Squadra         | Comp            | Pres       | Reti       | Comp            | Pres            | Reti            | Comp               | Pres               | Reti               | Comp        | Pres        | Reti        | Pres   | Reti   |
| --------------- | --------------- | --------------- | ---------- | ---------- | --------------- | --------------- | --------------- | ------------------ | ------------------ | ------------------ | ----------- | ----------- | ----------- | ------ | ------ |
| 2014-2015       | Pogoń Stettino  | EK              | 8          | 0          | CP              | 0               | 0               | -                  | -                  | -                  | -           | -           | -           | 8      | 0      |
| 2017-2018       | Wisla Cracovia  | EK              | 22         | 1          | CP              | 2               | 0               | -                  | -                  | -                  | -           | -           | -           | 24     | 1      |
| Totale carriera | Totale carriera | Totale carriera | 30         | 1          |                 | 2               | 0               |                    | -                  | -                  |             | -           | -           | 32     | 1      |